# محمد عظيمة
محمد عبد العظيم عثمان صميدة والمعروف بـمحمد عظيمة لاعب كرة قدم مصري في مركز خط الوسط ، حاصل على بكالوريوس تربية رياضية، وحاليًا مدير فني للنادي الأهلي البحريني بداية من يناير 2017.

## مسيرته الكروية
لعب سنة في صفوف ناشئي النادي الأهلي قادمًا إليه من ناشئي نادي حلوان ، واحترف بصفوف ثلاثة أندية ألمانية هي كولن وأولدنبورغ وأرمينيا بيليفيلد ، ثم انتقل إلى شتاير النمساوي. ولعب أيضًا بصفوف فريق ألسان هيونداي بطل كوريا الجنوبية وفاز معه ببطولة الدوري عام 1996.

## أرقام وألقاب وإنجازات
- أول لاعب مصري محترف بألمانيا.
- حاصل على الرخصة الدولية (أ) من الاتحاد الألماني لكرة القدم.
- حاصل على الرخصة الدولية (ب) من الاتحاد الألماني لكرة القدم.
- حاصل على الرخصة الدولية لإعداد الناشئين من الاتحاد الألماني لكرة القدم.
- حاصل على أعلى شهادة تدريب من الاتحاد الألماني والأوروبي في كرة القدم بمرتبة (خبير ومدرب دولي) في 15 ديسمبر 2006 ، وهو أول مدرب مصري وعربي وإفريقي يحصل على هذه الدراسات.
- حاصل على دراسات إعداد المدربين من النادي الأهلي.
- أفضل مدرب في بطولة النمسا الدولية للناشئين من قبل الفيفا.
- بطولة النمسا الدولية للناشئين مع النادي الأهلي تحت 16 سنة 2005.
- بطولة القاهرة مع النادي الأهلي: تحت 14 موسم 2003–2004 ، وتحت 15 موسم 2004–2005 ، وتحت 16 موسم 2005–2006 وقد فاز الفريق بهذه البطولة بدون دخول هدف في مرماه.
- بطولة الدوري الكوري وثالث بطولة آسيا للأندية أبطال الكئوس 1996–1997.
- تأهل مع منتخب الشباب الأردني إلى بطولة آسيا التي أقيمت في الصين 2010.

## روابط خارجية
- محمد عظيمة على موقع دوري كوريا الجنوبية (الإنجليزية)
- محمد عظيمة على موقع قاعدة بيانات كرة القدم.إي يو (الإنجليزية)
- محمد عظيمة على موقع بيانات كرة القدم. دي إي (الألمانية)
- محمد عظيمة على موقع ناشيونال فوتبول تيمز (الإنجليزية)
- محمد عظيمة على موقع عالم كرة القدم.نت (الإنجليزية)